# Centrale idroelettrica di Lana
La centrale idroelettrica di Lana è situata nel comune di Lana, in provincia di Bolzano.

## Caratteristiche
Si tratta di una centrale a serbatoio, che utilizza l'ultimo salto del sistema del torrente Valsura, un affluente di destra dell'Adige, e sfrutta il bacino di Alborelo.
L'impianto ospita tre gruppi turbina/alternatore/turbina, ad asse orizzontale. Ciascuna turbina Pelton ha una girante monoblocco del diametro di 2.200 mm, fusa in acciaio al manganese, del peso di 9 t.
L'impianto venne realizzato dalla Società Trentina di Elettricità, ed entrò in servizio nel 1953 con un primo gruppo. Successivamente vennero aggiunti gli altri due gruppi.